# 拉雅里站
拉雅里站，是法国的一个铁路车站，位于法国滨海夏朗特省的拉雅里（法語：Le Thou）。

## 位置
拉雅里站位于拉雅里市镇中心的西南部。车站大致呈东西走向，开口朝北。

## 历史
拉雅里站最初建于1857年，和普瓦捷－拉罗谢尔铁路一同投入运营。后因客流稀少而关闭。为满足这一地区居民的通勤需要，新阿基坦大区铁路局决定重新启用拉雅里站，并入2016年12月11日起向公众开放。
同时重新开放的还有相邻的埃格弗伊-勒图站。

## 设施
拉雅里站是一个无人看守的乘降所。该站没有人工售票窗口，但设有一台自动售票机，可出售有效期为7天的TER列车的车票。拉雅里站站内没有人行天桥或地下通道，前往下行方向（拉罗谢尔方向）站台的乘客需横穿铁路正线，因此该站存在一定的安全隐患。

## 停靠线路
以下列车线路在拉雅里站停靠：
| 拉雅里站列车线路表 |      |               |          |              |
| 线路               | 车种 | 上一站        | 下一站   | 大致运行频率 |
| 普瓦捷—拉罗谢尔    | TER  | 埃格弗伊-勒图 | 拉罗谢尔 | 每天9趟左右  |
| 1.                 |      |               |          |              |

## 配套交通

### 长途客车
拉雅里站附近暂无图定的长途客车线路，滨海夏朗特省下属的城际客运线路（法語：Les Mouettes）11A号线和11B号线（拉罗谢尔 ↔ 苏热尔）需要在拉雅里的镇中心乘坐。此外，当铁路线罢工或施工时，SNCF可能会提供途径拉雅里站的临时大巴车。

### 市内交通
拉雅里站附近暂无城市公共交通线路。

### 社会车辆
拉雅里站附近可停靠少量社会车辆。

## 临近车站
| 拉雅里站（Gare de La Jarrie）  |                      |              |
| 上行车站                       | 线路                 | 下行车站     |
| 埃格弗伊-勒图站                | 普瓦捷－拉罗谢尔铁路 | 拉罗谢尔城站 |
| - 本表仅显示运营中的线路及车站 |                      |              |